# ماساهیکو فوکوبه
ماساهیکو فوکوبه (انگلیسی: Masahiko Fukube؛ زادهٔ ۶ سپتامبر ۱۹۶۱) کشتی‌گیر اهل ژاپن بود.